# عبد الله كوليبالي
عبد الله كوليبالي (بالفرنسية: Abdoulaye Coulibaly)‏ (مواليد 2 مارس 1988 في تاسينير - السنغال) لاعب كرة قدم سنغالي يلعب حاليا لصالح نادي الدرجة الأولى سانت إتيان الفرنسي منذ 2006 في مركز حارس مرمى .

## روابط خارجية
- عبد الله كوليبالي على موقع قاعدة بيانات كرة القدم.إي يو (الإنجليزية)
- عبد الله كوليبالي على موقع ليكيب (الفرنسية)
- عبد الله كوليبالي على موقع Soccerway.com (الإنجليزية)
- عبد الله كوليبالي على موقع عالم كرة القدم.نت (الإنجليزية)
- عبد الله كوليبالي على موقع عالم كرة القدم.نت (الإنجليزية)
- عبد الله كوليبالي على موقع AS.com (الإسبانية)